# Preón
En física de partículas, el preón es postulado como una partícula puntual, concebida como subcomponentes de cuarks y leptones. El término fue acuñado por Jogesh Pati y Abdus Salam en 1974. El interés en los modelos de preones alcanzó su punto culminante en la década de 1980 pero se ha ralentizado, ya que algunos modelos propuestos fueron descartados por colisionadores y no fueron capaces de predecir un nuevo resultado experimental.

## Antecedentes: La necesidad de simplificar el Modelo Estándar
El Modelo Estándar simplificó todo de manera espectacular, mostrando que la mayoría de las partículas observadas fueron mesones, que son combinaciones de dos quarks, o bariones que son combinaciones de tres quarks, además de un puñado de otras partículas. Las partículas que se observan en los cada vez más potentes aceleradores son, según la teoría, por lo general nada más de estas combinaciones de quarks.
Dentro del Modelo Estándar, hay diferentes tipos de partículas. Uno de ellos, los quarks, tiene seis sabores diferentes, de los cuales hay tres variedades, cada una denominada " colores", rojo, verde y azul, dando lugar a la cromodinámica cuántica(QDC). Además, hay seis tipos diferentes de lo que se conoce como leptones. De estos seis leptones, hay tres partículas cargadas: el electrón, el muon, y el tauón, y cada uno de estos tiene su neutrino correspondiente. El modelo estándar también clasifica a los bosones: el fotón, bosones W y Z , y los gluones, y los gravitones y bosones de Higgs.
El Modelo Estándar también tiene una serie de problemas que no han sido totalmente resueltos. En particular la teoría de la gravedad basada en una teoría de partículas aún no se ha propuesto. A pesar de que el modelo asume la existencia de un gravitón, todos los intentos de producir una teoría coherente sobre la base de ellos han fracasado. Además, la masa sigue siendo un misterio en el Modelo Estándar. Aunque la masa de cada partícula sigue ciertos patrones, las predicciones de la masa de reposo de la mayoría de las partículas no se pueden hacer con precisión. El bosón de Higgs se supone que "resolverá" este problema, pero hasta la fecha el mecanismo de Higgs sigue siendo carente de fundamento. 
El modelo también tiene problemas para predecir la estructura a gran escala del Universo. Por ejemplo, el modelo predice cantidades iguales de materia y antimateria en el Universo, algo que no concuerda con la realidad. Se han hecho varios intentos para "arreglar" esto a través de una variedad de mecanismos, pero hasta la fecha ninguno ha ganado un amplio apoyo. Del mismo modo, las adaptaciones básicas del modelo indican la presencia de decaimiento de protones, que aún no se ha observado.
La teoría de preones está motivada por el deseo de repetir los logros de la tabla periódica, y para que más tarde el Modelo Estándar dome el "zoológico de partículas", por encontrar respuestas más fundamentales para el enorme número de constantes arbitrarias que tiene en la actualidad el mencionado modelo. 
El modelo de preones es uno de los varios modelos que se han presentado en un intento de proporcionar una explicación más fundamental de los resultados experimentales y teóricos de física de partículas. El modelo de preones ha atraído comparativamente poco interés hasta la fecha entre la comunidad de Física de partículas.

## Consideraciones para la investigación en la teoría de preones
La investigación de preones está motivada por el deseo de explicar hechos ya existentes, que incluyen: 
- Para reducir el gran número de partículas, muchas se diferencian sólo en la carga, a un número menor de partículas más fundamentales. Por ejemplo, el electrón y el positrón son idénticos a excepción de la carga, y la investigación de preones está motivada para demostrar que los electrones y positrones se componen de preones similares, con la diferencia que representan la carga. La esperanza es reproducir la reduccionista estrategia que ha funcionado para la tabla periódica de los elementos.

- La segunda y tercera generación de fermiones son supuestamente fundamentales, sin embargo, tienen una mayor masa que las de la primera generación, los quarks son inestables y la decadencia en su primera generación de contraparte. Históricamente, la inestabilidad y la radiactividad de algunos elementos químicos se explica en términos de isótopos. En esta analogía sugiere una estructura fundamental más para al menos algunos fermiones.  .

- Para dar la predicción de parámetros que no se pueden explicar en el modelo estándar, tales como partículas de masa, carga eléctrica y carga de color, y reducir el número experimental de parámetros de entrada necesarios por el modelo estándar.

- Para explicar las razones por las muy grandes diferencias en la energía observada en las masas de partículas, desde el neutrino electrónico hasta el quark top.

- Para explicar el número de generaciones de fermiones.

- Para proporcionar explicaciones alternativas para la teoría electrodébil y romper la simetría sin la invocación de un campo de Higgs, lo que a su vez posiblemente necesita una supersimetría para corregir los problemas teóricos relacionados con el campo de Higgs.

- Para tener en cuenta oscilación de neutrinos y la masa.

- El deseo de hacer nuevas predicciones no triviales, por ejemplo, para predecir que el Gran colisionador de hadrones no observe un bosón de Higgs.

## Historia: Teorías anteriores a la teoría de quarks
Varios de los físicos han tratado de elaborar una teoría de "pre-quarks" (a partir de la cual el nombre preón deriva) en un intento de justificar teóricamente las muchas partes del Modelo Estándar que se conocen sólo a través de los datos experimentales. 
Otros nombres que se han utilizado para estas propuestas de las partículas fundamentales (o partículas intermedias entre la mayoría de las partículas fundamentales y los observados en el Modelo Estándar) incluyen prequarks, subquarks, maones, alfones , Quinks,  rishones , tweedles, helones, haplones, e Y partículas  Archivado el 4 de marzo de 2016 en Wayback Machine..
Otros intentos de incluir un documento de 1977 de Terazawa, Chikashige y Akama, de forma similar, pero independiente de 1979 documentos Ne'eman, Harari  (enlace roto disponible en Internet Archive; véase el historial, la primera versión y la última). y Shupe, un documento de 1981 por Frizsch Mandelbaum, un documento de 1992 de D'Souza y Kalman, y un documento de 1997 por Larson ~ bartocci/fis/larson2.htm. Ninguno ha ganado una amplia aceptación en el mundo la física.

## Objeciones teóricas para la teoría de los preones

### Paradoja de la masa
El principio de incertidumbre de Heisenberg establece que {\displaystyle \Delta x\,\Delta p\geq \hbar /2\,} y, por tanto, cualquier cosa confinada en una caja más pequeña que {\displaystyle \Delta x} tendría un impulso de incertidumbre proporcionalmente mayor. Así, el modelo de preones propone partículas más pequeñas que las partículas elementales que las componen porque el impulso de incertidumbre {\displaystyle \Delta p} debe ser superior a las partículas.
El modelo de preones se inició como un documento interno en el Collider Detector en Fermilab (CDF) en torno a 1994. El documento fue escrito después de la aparición de un inesperado e inexplicable exceso de chorros con energías por encima de 200 GeV que se detectaron en el período 1992-1993 en funcionamiento.
Los experimentos de dispersión han demostrado que los quarks y leptones son "puntuales" para distancias inferiores a 10-18 m (o 1 / 1000 del diámetro de un protón). La incertidumbre del impulso de un preón (independientemente de su masa) para una caja de ese tamaño es alrededor de 200 GeV, 50000 veces más grande que la masa en reposo del quark 'arriba' y 400000 veces mayor que la masa en reposo de un electrón.
De este modo, el modelo de preones representa una paradoja de la masa: ¿Cómo podrían los electrones o quarks estar hechos de partículas más pequeñas que tienen una masa-energía varios órdenes de magnitud mayor como se deriva de su enorme momento?

## Posible forma experimental de confirmar o refutar la teoría
A menudo, los modelos de preones proponen la inclusión de otras fuerzas, lo que puede hacer incluso a la teoría más complicada que el modelo estándar o tener repercusiones en conflicto con la observación.
Por ejemplo, al observar el Gran colisionador de hadrones el bosón de Higgs, esta observación está en conflicto con las predicciones de muchos modelos de preón, que predicen que el bosón de Higgs no existe o no están en condiciones de obtener una combinación de preones que daría lugar a tal bosón.
Por el contrario, en caso de que un bosón de Higgs no aparezca en las cada vez más limitadas circunstancias en las que los principales proponentes del Modelo Estándar predicen que va a encontrarse, la teoría de preones recibiría un importante impulso, mientras que muchas teorías deberían revisarse.